# Pepeekeo
Pepeekeo – jednostka osadnicza w Stanach Zjednoczonych, w stanie Hawaje, w hrabstwie Hawaiʻi.